# 先軍政治

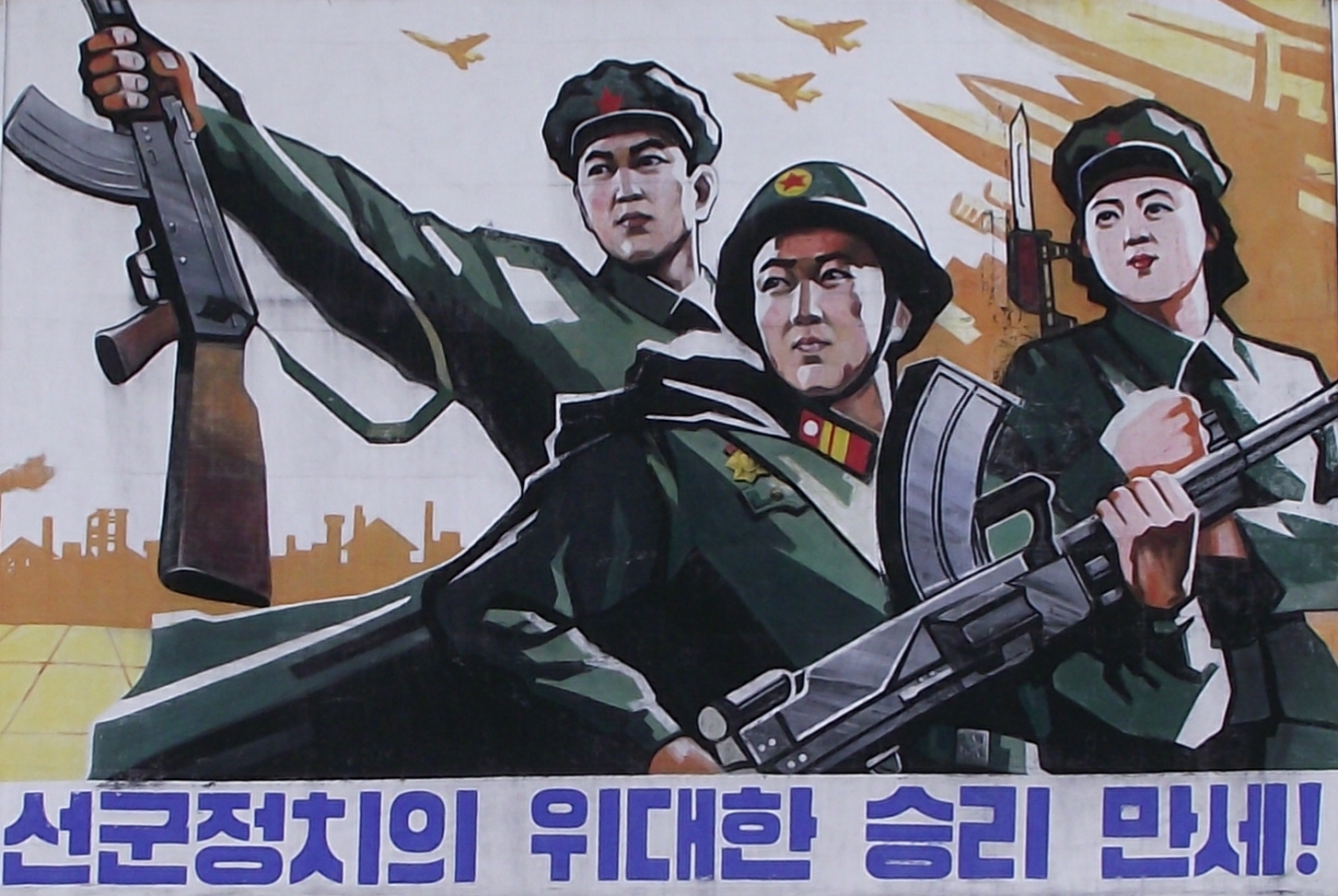
「선군정치의 위대한 승리 만세（先軍政治の偉大な勝利万歳）」と記された壁画

先軍政治（せんぐんせいじ、朝鮮語: 선군정치）とは、朝鮮民主主義人民共和国（北朝鮮）の特に金正日政権において用いられた公式イデオロギーで、すべてにおいて軍事を優先し、朝鮮人民軍を社会主義建設の主力とみなす政治思想である。先軍思想（선군사상）とも呼ばれる。2009年の憲法改正によって主体思想（チュチェ思想）とともに、指導思想として北朝鮮憲法に明記されるようになった。

## 金正日政権
先軍政治という言葉が北朝鮮のマスメディアに登場したのは金正日が朝鮮労働党中央委員会総書記に就任した1997年（主体86年）である。そして、金正日は先軍政治について「先軍政治は私の基本的な政治方式であり、我々の革命を勝利に導くための、万能の宝剣です」と述べたとされる（『労働新聞』1999年6月16日付記事）。また、「人民軍隊は我々の革命の柱であり、チュチェ革命偉業完成の主力軍です」と述べたとされる。こうしたことから、社会主義建設においてプロレタリアートの役割を最重視するマルクス・レーニン主義とは根本的に異なる。

そして、北朝鮮で出版された文献をみると、他の社会主義国は、労働者階級の党（共産党など）がまず建設され、それに基づき軍が建設されるという「先党後軍」の「先労政治方式」を採っているが、北朝鮮では逆に、金日成主席によって朝鮮人民軍の前身である朝鮮人民革命軍がまず創建され、祖国解放を成し遂げた後に朝鮮労働党が創建され、続いて軍を正規武力に強化発展させ、建国偉業を成し遂げたとしている。
また、ソ連やルーマニアの社会主義政権崩壊を例に挙げ、それらの国々では軍事の問題を正しく解決しなかったことで、軍が反革命に同調してしまい、政権崩壊に導いたと分析している。

先軍政治が北朝鮮のメディアで喧伝されるようになるにつれ、金正日による軍の視察も盛んに報じられるようになった。そして、2002年9月17日、金正日が日朝平壌宣言に調印した際も、「朝鮮労働党総書記」ではなく「朝鮮民主主義人民共和国国防委員会委員長」という肩書を用いた。こうしたことから、北朝鮮問題のアナリストである重村智計は、朝鮮労働党の支配がすでに形骸化しており、党が軍を指導するのではなく、軍が党を指導する状態になっている、即ち事実上の軍事政権と化していたと指摘した。ただし、実際は金正日が事実上部長兼務だった党中央委員会政務局組織指導部が権勢を振るっていたことから、党中央の軍に対する統率支配はその後も維持されていたとする分析もある。
NHK解説委員の高野洋は、1989年のルーマニアでのチャウシェスク政権崩壊とその処刑が金正日に危機感を与え、軍が離反しないよう軍優先の政治を図ったと言われているとする。

## 金正恩政権
2016年（主体105年）6月29日の最高人民会議第13期第4回代議員会議で憲法改正が行われ、それまでの国防委員会は廃止され新たに国務委員会が設置された。国防委員会が先軍体制の中心機関とみられていたことから、これを廃止することによってそれまでの軍部への傾倒を改め、即ち共和国の指導体系を金日成時代のような労働党中央中心主義に戻していこうとする変化とみられている。これに伴い朝鮮人民軍の長老の呉克烈と李勇武の二人が更迭され、国務委員会副委員長に党人ないしは労働者階級出身の党政治局常務委員である崔竜海（党副委員長）と朴奉珠（首相）が任命された。
国防委員会廃止以降は「先軍政治」という表現を避けて「軍事優先」の表現が使われるようになったと指摘されている。

## 関連書籍
- キム・チョル『金正日将軍の先軍政治』（平壌外国文出版社、2000年）
- 重村智計『最新・北朝鮮データブック　先軍政治、工作から核開発、ポスト金正日まで』（講談社〈講談社現代新書〉、2002年 ISBN 4061496360）